# 雨夜の月
『雨夜の月』（あまよのつき）は、くずしろによる日本の漫画作品。ウェブコミック配信サイト『コミックDAYS』（講談社）にて2021年6月12日から連載開始し、隔週土曜日に更新中。

## 沿革
2021年4月14日、本作が『コミックDAYS』で連載されることが発表され、第1話の冒頭部分のネームを同サイトにて先行公開。同年6月12日、連載を開始。連載開始後に、同サイトのオリジナルランキングで1位を獲得する。同年10月20日に第1巻が発売し、発売後すぐに重版がかかっている。2022年6月、「次にくるマンガ大賞 2022」Webマンガ部門にノミネートされる。2024年11月にテレビアニメ化が発表される。

## 登場人物
及川奏音（おいかわ かのん）
本作の主人公。高校1年生。感音性難聴で、耳が不自由だが、ピアノが好き。美人で、黒くて長い髪が印象的な容姿。
金田一咲希（きんだいち さき）
幼少時からピアノを続けている少女。高校1年生。ピアノレッスンの途上、奏音と偶然出会い、後にクラスメイトとして再会。友人となる。

## 作風
ライターの柳ヶ瀬舞によると、本作は「聴覚障がいを持つ奏音と（3巻の現時点では明言されていないが）セクシュアルマイノリティである咲希がどのように人間関係を築いていくか」を描いており、「『普通』とは何かを読者にも問いかけてくる」作品である。くずしろは本作で「安易な、当事者を傷つけうるような『感動の対象としての障がい者』は絶対に」描いていない。障がい者やセクシュアルマイノリティについて「知らないことが罪」ではなく「知ろうとしないことが悪いこと」だと教えているような作品となっている。

## 書誌情報
- くずしろ『雨夜の月』講談社〈ヤンマガKCスペシャル〉、既刊9巻（2025年4月18日現在）
  1. 2021年10月20日発売[4][9]、ISBN 978-4-06-525089-1
  2. 2022年3月18日発売[10]、ISBN 978-4-06-527114-8
  3. 2022年9月20日発売[11]、ISBN 978-4-06-529121-4
  4. 2023年3月20日発売[12]、ISBN 978-4-06-531077-9
  5. 2023年8月18日発売[13]、ISBN 978-4-06-532694-7
  6. 2024年1月18日発売[14]、ISBN 978-4-06-534312-8
  7. 2024年6月19日発売[15]、ISBN 978-4-06-535922-8
  8. 2024年11月20日発売[16]、ISBN 978-4-06-537613-3
  9. 2025年4月18日発売[17]、ISBN 978-4-06-539241-6

## コラボレート
作者のくずしろの作品『笑顔のたえない職場です。』の第39話では、奏音がゲストとして作中に登場し、コラボエピソードが描かれた。